# Variație solară

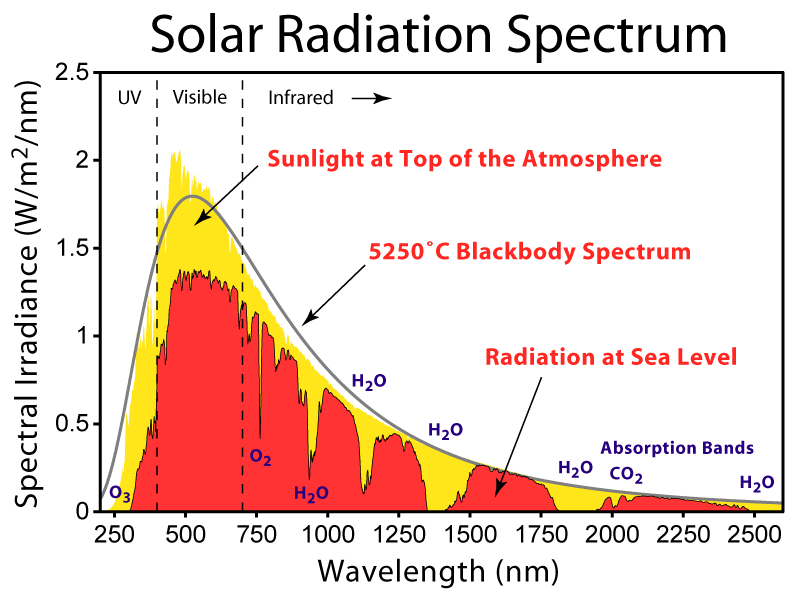
Valorile insolaţiei (iradierea spectrului solar) deasupra atmosferei și la suprafață

Variațiile solare reprezintă schimbările în cantitatea de radiații emise de Soare și în distribuția spectrală a acestuia de-a lungul anilor/mileniilor. Aceste variații au componente periodice, cea mai importantă fiind ciclul solar de aproximativ 11 ani. În ultimele decenii, activitatea solara a fost măsurată precis prin sateliți, în timp ce înainte se foloseau aproximări. Oamenii de știință care studiază schimbările climatice sunt interesați de înțelegerea efectelor variațiilor de iradiere solară asupra Pământului.